# Ashmeadea carinata
Ashmeadea carinata är en insektsart som beskrevs av Carl Stål. Ashmeadea carinata ingår i släktet Ashmeadea och familjen hornstritar. Inga underarter finns listade i Catalogue of Life.